# Euphorbia fosbergii
Euphorbia fosbergii es una especie fanerógama perteneciente a la familia de las euforbiáceas.  Es originaria de la Polinesia Francesa.

## Taxonomía
Euphorbia fosbergii fue descrita por  (J.Florence) Govaerts y publicado en World Checklist & Bibliography of Euphorbiaceae 730. 2000.
Etimología
Euphorbia: nombre genérico que deriva del médico griego del rey Juba II de Mauritania (52 a 50 a. C. - 23), Euphorbus, en su honor – o en alusión a su gran vientre –  ya que usaba médicamente Euphorbia resinifera. En 1753 Carlos Linneo asignó el nombre a todo el género.
fosbergii: epíteto otorgado en honor del botánico estadounidense Francis Raymond Fosberg (1908-1993), quien trabajó en un estudio de las eufórbias del Pacífico.
Sinonimia
- Chamaesyce fosbergii J.Florence[5][1]